# Autariba (Alta Garona)
Autariba (occità) o Auterive (francès) és un municipi occità del Llenguadoc, del departament de l'Alta Garona, a la regió Occitània. Situat a 30 km, al sud, de Tolosa de Llenguadoc i a 19 km a l'est de Muret. El nucli urbà s'estén a les ribes del riu Arieja. L'antiga carretera RN 622, que comunica Tolosa i Andorra, travessa el municipi.
Agermanat amb el municipi català d'Arenys de Mar i amb els municipis de Hermannsburg (Alemanya) i Fontanelle (Itàlia).

## Història
La presència d'un riu i una vall molt rica i amb bona caça ja va atreure l'home prehistòric. Al municipi s'hi han trobat eines de l'època neolítica i s'han trobat sepultures de la cultura dels camps d'urnes. Després de la invasió romana, una societat gal-romana va créixer i prosperar en tota la zona. A continuació, la cristianització va portar la construcció de moltes esglésies.
Durant l'edat mitjana la ciutat va ser dividida entre diversos senyors. La ciutat va ser parcialment destruïda durant la Croada contra els albigesos. La major part de la baronia va ser del comtat de Foix, des de 1423, i es va unir al domini d'Enric IV de França el 1602.
Autariba va ser assolada per la pesta, les guerres i el bandolers durant el segle xiv i va patir la cruesa de les  Guerres de religió, al segle xvi. El vell pont que travessava l'Arieja es va esfondrar el 1599 i el riu s'havia de creuar en barca durant tot l'Antic Règim.
La reconstrucció de la ciutat, que va començar al segle xvii, va continuar el segle següent, entre d'altres, mitjançant la creació d'una fàbrica real i l'ampliació i embelliment d'Església de Sant Pau. Al segle xix es va construir el nou pont i també un molí de farina. L'arribada del ferrocarril va significar el final del port fluvial.
El segle xx va estar marcat per l'expansió irresistible de veïnat de la Madeleine amb l'establiment d'una zona industrial que segueix creixent.

## Fills i filles il·lustres d'Autariba
- Lydie Salvayre, escriptora